# بودو كيرشهوف
بودو كيرشهوف (بالألمانية: Bodo Kirchhoff)‏ هو كاتب ومؤلف وكاتب سيناريو ألماني، ولد في 6 يوليو 1948 في هامبورغ في ألمانيا.

## وصلات خارجية
- الموقع الرسمي
- بودو كيرشهوف على موقع IMDb (الإنجليزية)
- بودو كيرشهوف على موقع مونزينجر (الألمانية)
- بودو كيرشهوف على موقع ألو سيني (الفرنسية)
- بودو كيرشهوف على موقع قاعدة بيانات الفيلم (الإنجليزية)
- بودو كيرشهوف على موقع كينوبويسك (الروسية)